# Arctostaphylos helleri
Arctostaphylos helleri är en ljungväxtart som beskrevs av Alice Eastwood. Arctostaphylos helleri ingår i släktet mjölonsläktet, och familjen ljungväxter. Inga underarter finns listade i Catalogue of Life.